# Скалозубов, Николай Лукич
Николай Лукич Скалозубов (иногда Сколозубов; 29 октября [10 ноября] 1861, Кострома — 19 февраля [4 марта] 1915 или 1916, Курган, Тобольская губерния) — губернский агроном, общественный деятель, депутат II и III Государственной думы от Тобольской губернии (1907—1912).

## Биография

### Ранние годы. Агроном
Николай Скалозубов родился 29 октября (10 ноября) 1861 года в мещанской семье приказчика по хлебному делу в городе Костроме Костромской губернии, ныне город — административный центр Костромской области. Николай был вторым ребёнком (первый умер в младенчестве), всего в семье было девять детей. К моменту смерти отца Николаю исполнилось 18 лет.
Первоначальное образование получил в приходском и уездном училищах. В 1881 году окончил Костромское реальное училище, а в 1885 (или 1887; неверно, в 1858) — Петровскую земледельческую и лесную академию в Москве; получил звание кандидата сельского хозяйства.
Скалозубов хотел получить место учителя естественной истории в какой-нибудь сельскохозяйственной школе, но получил отказ. В итоге, до 1892 года он работал страховым агентом и агрономом-смотрителем Красноуфимского уездного земства (Пермская губерния). Кроме того он был секретарём Красноуфимской уездной земской управы и статистиком того же уезда. Имел годовое жалованье в 1200 рублей.
В 1888 году Скалозубов, при поддержке директора местного реального училища Н. А. Соковина, организовал подворную перепись в Красноуфимском уезде. Был исследователем (1889) и пропагандистом кустарного крестьянского труда. Также читал курс сельскохозяйственной этимологии в уездном промышленном училище в Красноуфимске.

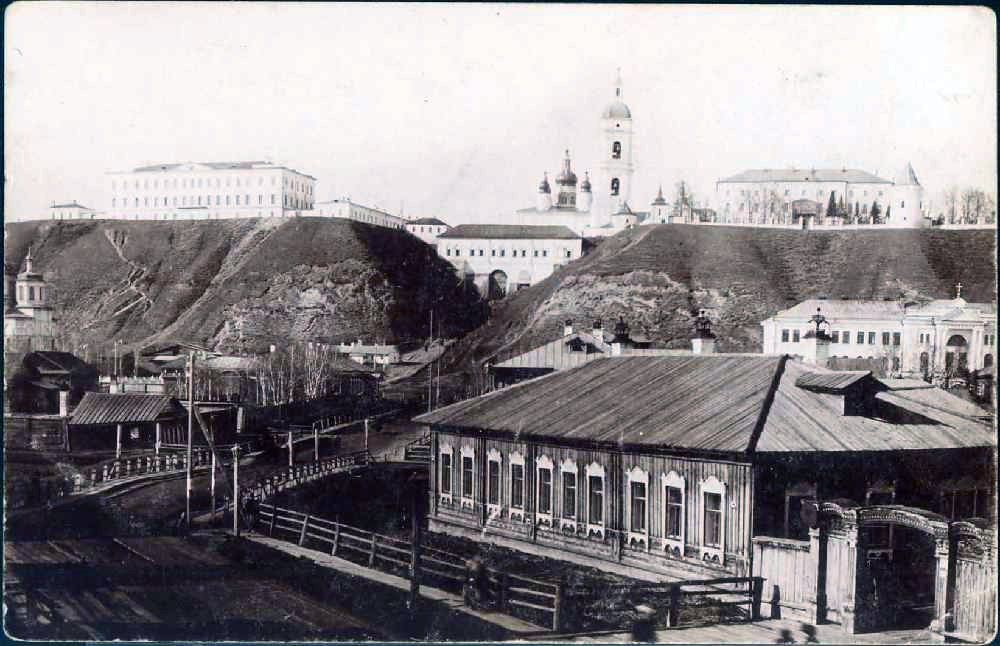
Тобольск в начале XX века

Работая в уезде, Н. Л. Скалозубов собирал сведения о народной культуре его жителей. Наиболее значительная его работа в этой области — «Народный календарь: праздники, дни святых, особо чтимых народом, поверья, приметы о погоде, обычаи и сроки сельскохозяйственных работ» (1894). В её основе материал, полученный от корреспондентов во многих населенных пунктах уезда: в течение 1890 года автор ежемесячно рассылал местным корреспондентам листы-анкеты, в которые они вписывались поверья, приметы и сроки сельскохозяйственных работ. Целью было изучение «векового опыта крестьянина-хлебопашца… для характеристики естественных условий сельского хозяйства данной местности».
Не меньший интерес для этнографов представляет и работа Скалозубова по народной медицине, в которой приведены народные способы лечения болезней и список лекарственных растений, используемых при этом. Изучал местные промыслы: в описании он расположил материал по уездам, отметил населенные пункты, распространенные в них промыслы, численность занимающихся крестьян и, что особенно ценно, приложил алфавитный и предметный указатели промыслов.
С 1892 года был заведующим Пермского губернского статистического бюро.

### В Тобольске
В 1894 году он переехал в Тобольскую губернию. По приглашению губернатора, в качестве вольнонаёмного, а потом и правительственного агронома, Скалозубов организовал борьбу с кобылкой. С марта 1894 по январь 1906 года являлся тобольским губернский агрономом.
В этот период, собрав во время ознакомительной поездки по губернии 135 образцов местной почвы, Скалозубов предложил ряд мер по улучшению её структуры и использования. В частности, его исследования способствовали распространению травосеяния среди местных крестьян, что позволило увеличить кормовую базу животноводства и сделать его менее зависимым от природных условий (например, засухи).

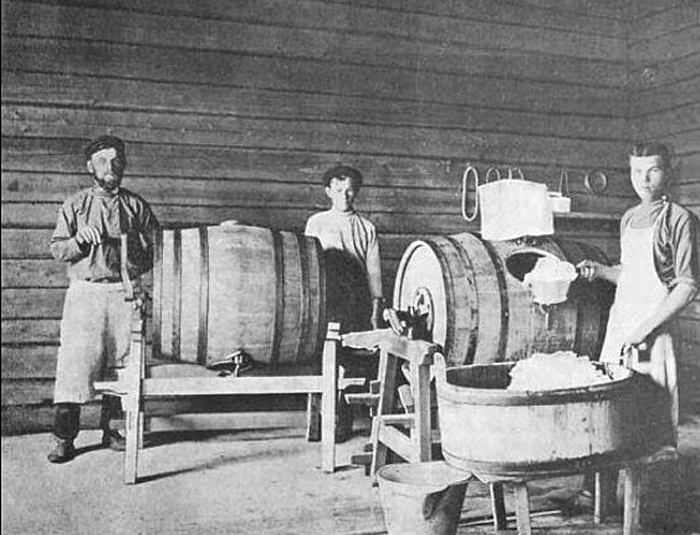
Маслобойня в начале XX века

По его инициативе Н. Скалозубова в Тобольскую губернию были завезены ярославские быки и вологодские коровы: была даже выведена новая порода — курганская (в 1949 году была выведена другая порода коров, получившая название «Курганская»). Кроме того, для улучшения местной породы свиней были завезены крупные белые свиньи. Одновременно, Николай Лукич обращал внимание на важность механизации сельского хозяйства края и острую необходимость повышения технологического уровня аграрного производства. Он обосновывал необходимость переработки сырья, производимого в губернии, непосредственно на месте — с последующим вывозом уже готовой продукции.
Много внимания Скалозубов уделял развитию уральского и сибирского маслоделия: он непосредственно участвовал в организации маслобойных крестьянских артелей. При его поддержке эта отрасль достигла небывалых размеров — вывоз масла на мировой рынок поднялся с 4 до 100 тысяч пудов всего за 3 года.
В 1895 году Н. Скалозубов стал одним из организаторов сельско-хозяйственной и кустарно-промышленной выставки в городе Кургане. Входил в организационный комитет выставки, а также был редактором официального издания выставки — «Справочный листок Курганской сельско-хозяйственной и кустарно-промышленной выставки 1895 года». Кроме того, участвовал в подготовке Всероссийского сельскохозяйственной выставки в Москве и Промышленно-художественной выставки в Нижнем Новгороде (1896). В 1900 году он был награждён серебряной медалью за организацию российского отдела на Всемирной выставке в Париже. Принимал участие в кустарной выставке в Санкт-Петербурге (1902).
Николай Скалозубов уделял внимание и развитию местного пчеловодства: в 1900 году он встречался с Дмитрием Ивановичем Менделеевым, который помог ему получить частные кредиты для развития этой отрасли, а в 1907 году был избран почётным членом «Тюменского пчеловодного общества». Распространял знания об агрономии в крестьянской среде: в том же, 1900, году открыл в деревне Соколовка близ Тобольска первую в Западной Сибири сельскохозяйственную школу. Редактировал сельскохозяйственную газету — приложение к «Тобольским губернским ведомостям».

### Общественный деятель. Хранитель музея

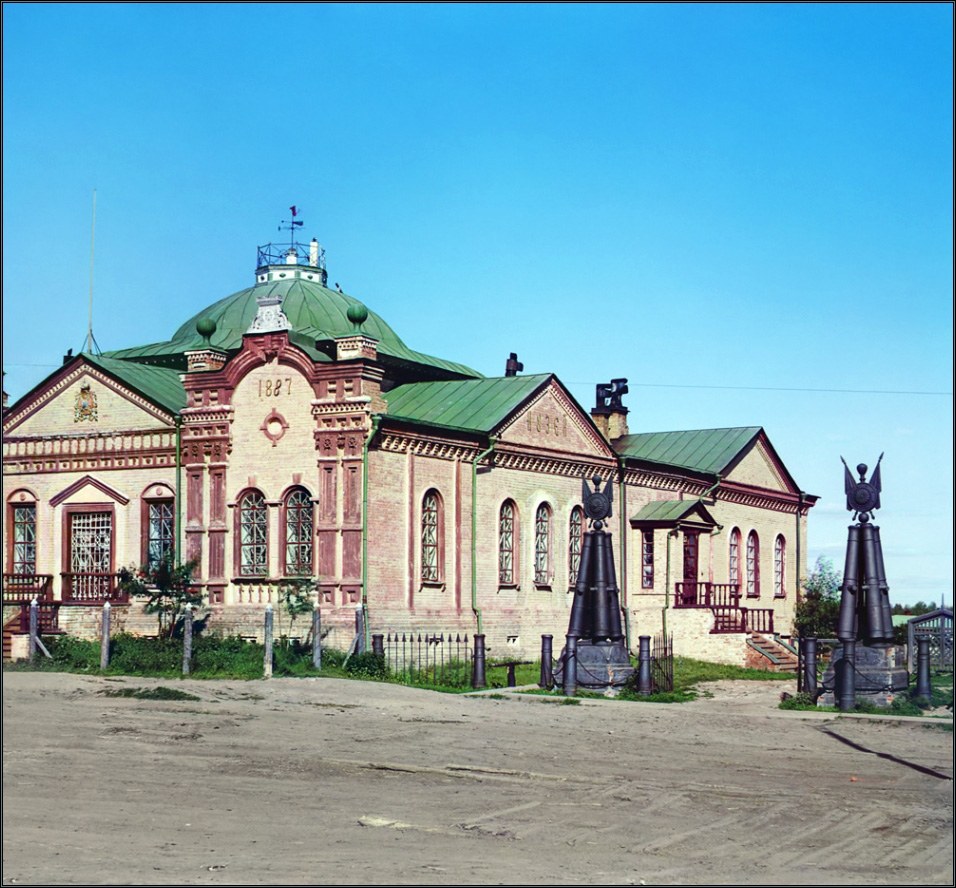
Краеведческий музей Тобольска в начале XX века

С 1894 году Скалозубов был членом правления Тобольского губернского музея и хранителем (консерватором) музейных фондов: во время своих командировок он собирал наиболее интересные экспонаты для коллекции, передал музею свои ботанические коллекции. Организовал в музее отдел сельского хозяйства и кустарной промышленности; собрал обширную библиотеку по этнографии, сельскому хозяйству, флоре и фауне Сибири и Урала; выступал с лекциями. В 1896 году при его непосредственном участии в музее был создан художественный отдел. Благодаря содействию Скалозубова Тобольский музей стал получать ежегодные субсидии от царского правительства: 
Накопление материалов и фактов для познания края – это первая священная задача Музея. Но что далее, когда коллекции собраны, библиотека полна всевозможными сведениями о губернии? С этого времени начинается учебная деятельность Музея. Двери его должны быть широко открыты для всех. Все кому дороги успехи просвещения, должны быть самыми близкими друзьями Музея...
Скалозубов способствовал развитию научных и этнографических исследований Александра Александровича Дунина-Горкавича, оказывая ему консультации, методическую и практическую помощь. Вместе они работали в комиссиях по «выработке мер для поднятия рыбных промыслов и вообще улучшения экономического быта инородцев Тобольской губернии» (1895), по исследованию лесов севера Тобольской губернии (1897), по «изысканию мер, которые могли быть предприняты для возможного улучшения материального положения ваховских инородцев» (1897).
В 1896 году он выступил в качестве помощника уполномоченного по проведению Всероссийской переписи населения по Тобольской губернии и проехал от Тобольска до Обдорска.

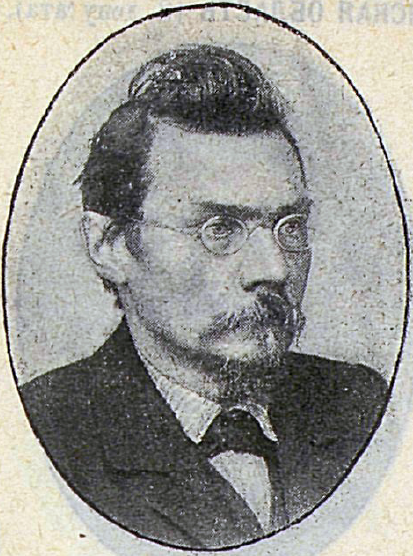
Н. Л. Скалозубов (1907)

В январе 1899 года в Тобольском музее выступил с докладом «Кому проведение железной дороги сделало пользу?».
По инициативе Скалозубова была построена Первая образцовая учебная маслодельня в деревне Морева Ялуторовского уезда (ныне в Упоровском районе Тюменской области), учреждены кредитные товарищества и открыто отделение Московского общества сельского хозяйства. В 1906 году он организовал крестьянский съезд Тобольской губернии для разъяснения крестьянам Манифеста 17 октября 1905 года и выработки наказа членам Первой Думы. Поскольку крестьянские делегаты высказались за передачу всей земли в общенародную собственность (см. Чёрный передел), съезд был признан властями незаконным. За участие в нём Скалозубова отстранили от должности старшего специалиста по сельскохозяйственной части исправляющего должность правительственного губернского агронома, арестовали (20 января 1906 года) и заключили в тюрьму. Был приговорён к ссылке на север, в город Берёзов, где он и находился с апреля по июнь.
20 июня 1906 года более 30 парламентариев Первой Думы Российской империи — выборщиком в которую являлся Николай Лукич — направили Председателю заявление с осуждением тобольского губернатора, выдавшего распоряжение об аресте и высылке Скалозубова.
Кроме всего вышеперечисленного, Скалозубов участвовал в работе «Общества изучения Сибири» и в заседаниях отделения «Общества рыболовства». Преподавал ботанику в местной фельдшерской школе. Был членом редакционной комиссии по изданию «Ежегодника Тобольского губернского музея». Пристально следил за судьбой Тобольской ремесленной школы — подводя итог её двадцатилетнему существованию, подчеркивал, что «от правильно организованной технической школы мы вправе требовать большего… но если смотреть на неё, что будет гораздо правильнее, как на учебную мастерскую с приютом для сирот, то достигнутые результаты должны считаться удовлетворительными».
Сотрудничал с академиком Сергеем Ивановичем Коржицким и после его смерти заявил о продолжении его задуманного издания «Флора Сибири».

### Депутат II Государственной Думы
12 (25) февраля 1907 года мещанин Н. Скалозубов был избран во Вторую Государственную думу Российской империи от общего состава выборщиков губернского избирательного собрания Тобольской губернии. В этот период он полагал, что «народные избранники должны добиваться в Думе такого порядка, при котором всем жилось бы лучше … чтобы все были равны, без различий по сословиям, чтобы личность каждого человека была неприкосновенна».

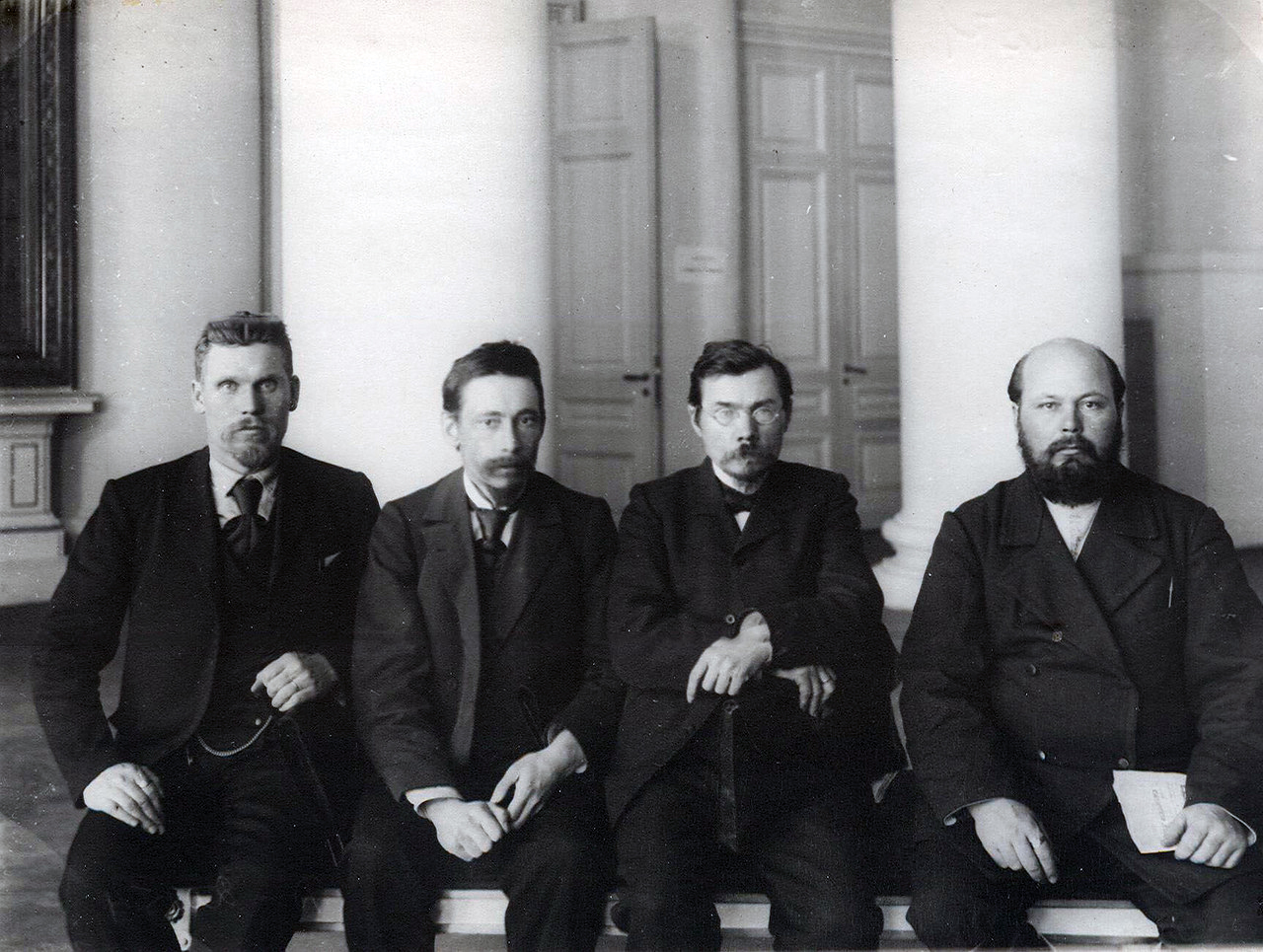
Депутаты II Государственной Думы от Тобольской губернии: Т. В. Алексеев, В. В. Колокольников, Н. Л. Скалозубов, Ф. И. Байдаков.

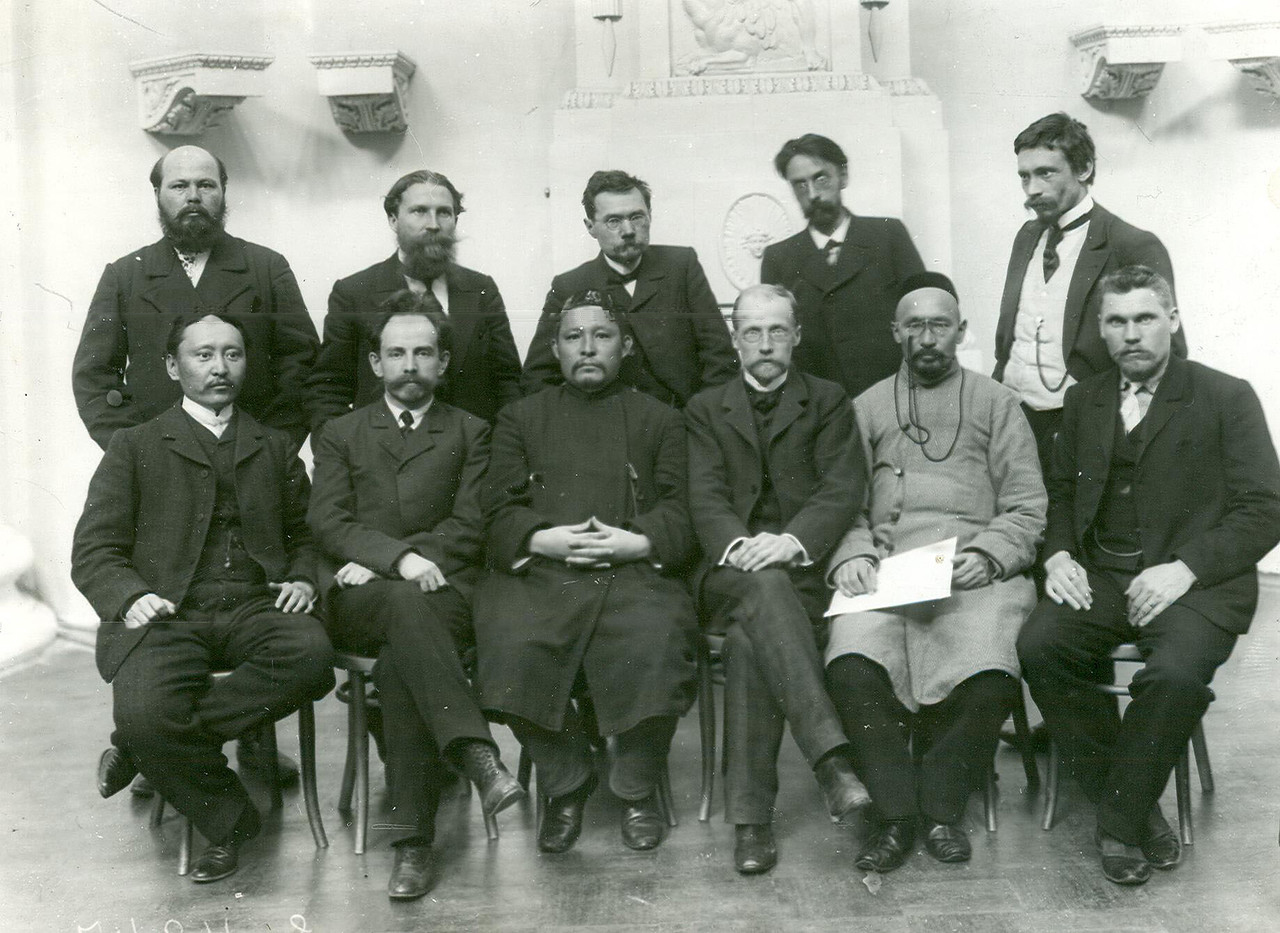
Сибирская парламентская группа II Государственной Думы, сидят: А. К. Беремжанов, А. К. Виноградов, Ш. Кощегулов, И. П. Лаптев, Т. Т. Нороконев, Т. В. Алексеев; стоят: Ф. И. Байдаков, И. Ф. Голованов, Н. Л. Скалозубов, Н. Я. Коншин, В. В. Колокольников, 1907 год.

Во II Думе Николай Лукич вошёл в Конституционно-демократическую (или Народно-социалистическую) фракцию. Иногда утверждается, что он примыкал к «трудовикам». Стал членом трёх комиссий: бюджетной, о свободе совести и аграрной. Он также являлся докладчиком бюджетной комиссии по законопроектам «Об отпуске кредита на содержание срочных рейсов на Дальнем Востоке», «О содержании срочных пароходных сообщений по реке Лене» и «О пароходстве по рекам Амурского бассейна». Участвовал в деятельности Сибирской парламентской группы.
Ходатайство депутата Скалозубова способствовало получению разрешения на отъезд за пределы Империи Ивану Михайловичу Ляховецкому (будущий советский дипломат И. М. Майский).

### Депутат III Государственной Думы

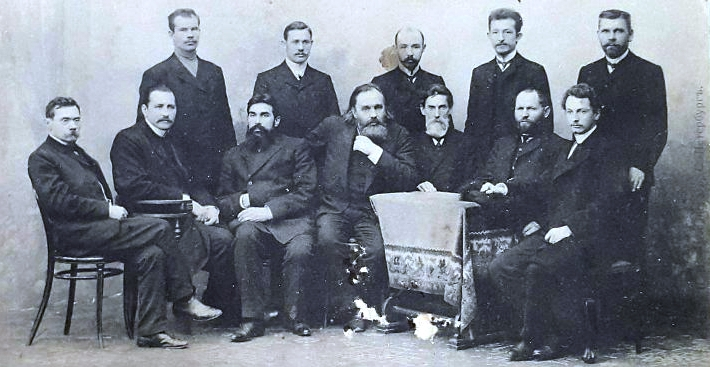
Сибирская парламентская группа членов III Государственной Думы: стоят А. Г. Мягкий, К. И. Молодцов, Н. К. Волков, А. А. Войлошников, А. И. Шило; сидят: Н. Л. Скалозубов, Н. В. Некрасов, В. И. Дзюбинский, В. А. Караулов, В. К. Штильке, Н. А. Маньков, Ф. Н. Чиликин.

После скорого роспуска Второй Думы (см. Третьеиюньский переворот), 20 октября (2 ноября)  1907 года беспартийный Скалозубов был избран в новую, Третью Государственную Думу — на этот раз от первого и второго съездов городских избирателей. Получил 33 голоса (на 10 больше, чем Владимир Иванович Дзюбинский и Константин Иванович Молодцов).

В III Думе Николай Скалозубов стал членом сразу пяти комиссий: по переселенческому делу (с 3-й думской сессии — товарищ секретаря комиссии), сельскохозяйственной (со 2-й сессии — секретарь), бюджетной, по рыболовству и по хлопководству (с 4-й сессии — секретарь). Он являлся докладчиком комиссии по переселенческому делу, по рыболовству и сельскохозяйственной комиссии. Подпись бывшего губернского агронома стоит под целым рядом законопроектов: «Об обеспечении отдыха торгово-промышленных служащих», «О распространении земства в Сибири», «Об учреждении землеустроительных комиссий в степных областях», «О найме торговых служащих», «Об изменении городского избирательного закона» и «Об отмене смертной казни». Скалозубов являлся последовательным критиком переселенческой политики премьер-министра Петра Аркадьевича Столыпина: 
Для колонизации не щадятся ни люди, ни естественные богатства, требующие в общегосударственных интересах бережного отношения

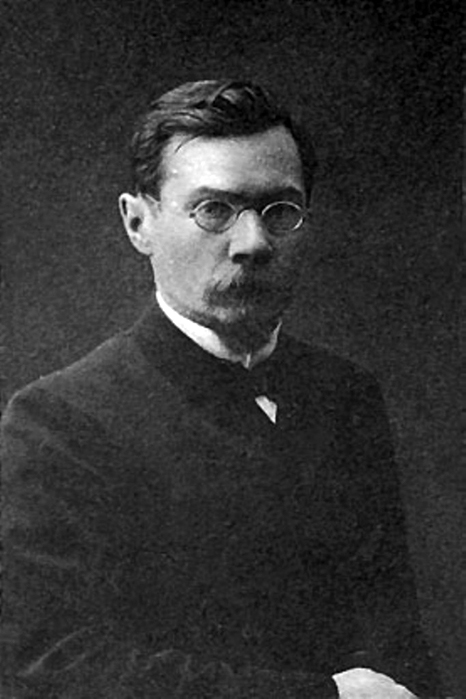
Н. Л. Скалозубов (1910)

В качестве председателя специальной думской комиссии Н. Скалозубов расследовал деятельность экспедиции чиновника Главного управления землеустройства и земледелия П. И. Соколова и критиковал методологическую основу проведения его исследований.
В марте 1910 года статья Скалозубова «К вопросу о Челябинском переломе тарифа», где приводились различные точки зрения по вопросу о судьбе «перелома», обсуждалась на специальном совещании, созванном Министерством финансов при Департаменте железнодорожных дел.
Николай Лукич активно добивался улучшения содержания политзаключенных в Тобольской каторжной тюрьме. Он выступил в защиту приговоренного к повешению Михаила Васильевича Фрунзе, обвинявшегося в покушении на убийство урядника — доказал, что Фрунзе не было на месте покушения и что на суде его оговорили. Скалозубов послал генерал-губернатору Москвы телеграмму с просьбой о смягчении приговора революционеру, а также организовал протестную акцию среди депутатов.
Всего же Н. Л. Скалозубов выступил соавтором 34 думских законопроектов и 23 раза выступал с парламентской трибуны (в том числе 12 раз — в качестве докладчика). В то же время, он, разочаровавшись в думской работе, отказался от участия в очередной избирательной кампании.

### Последние годы. Селекционная станция
В 1912 году Скалозубов стал основателем и заведующим первой в Сибири селекционной станции в имении Петровское, принадлежавшему Льву Дмитриевичу Смолину (Петровское имение было сформировано из 10 смежных участков в Черёмуховой волости и одного в Митинской волости по 80 десятин «удобной» земли в каждом. Участки тянулись лентой вдоль реки Утяк, ныне Кетовский муниципальный округ Курганской области). На этой станции были выведены новые, районированные для Западной Сибири, сорта злаков. После смерти Н. Л. Скалозубова, Л. Д. Смолин, выполняя его предсмертную просьбу, наняв специальный вагон, отправил весь селекционный материал и оборудование станции в сопровождении Юрия Николаевича Скалозубова в сельскохозяйственное училище в Омске, где с помощью Омского отдела общества сельского хозяйства начатая работа могла быть продолжена. Осенью 1917 года Омским отделом общества сельского хозяйства был приглашен селекционер Виктор Викторович Таланов. Он организовал на базе сельскохозяйственного училища Западно-Сибирскую селекционную станцию имени Н. Л. Скалозубова. В течение нескольких лет селекционных работ были выведены популярные в СССР сорта яровой пшеницы «Мильтурум 321» и «Цезиум 111», которые высоко оценил Н. И. Вавилов. Н. Л. Скалозубов организовал при селекционной станции метеорологический пункт, наблюдениями на котором руководили сотрудники физической обсерватории Екатеринбурга.

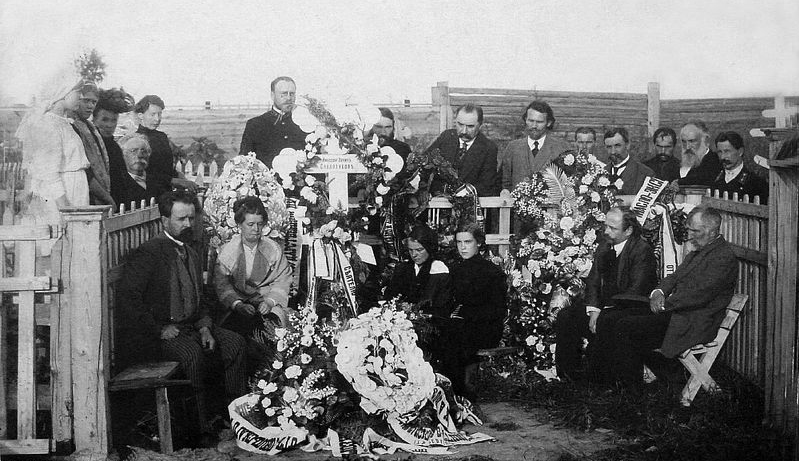
На могиле Николая Скалозубова, в центре его вдова, Ариадна Васильевна.

Кроме того, Скалозубов выступил организатором Первой Сибирской селекционной выставки в 1912 году. После 1915 года результаты его селекционной работы были использованы на опытной станции его же имени, созданной в Омске.
В 1911 году Николай Скалозубов стал членом-сотрудником Западно-Сибирского отдела Русского географического общества, а с 1912 — действительным членом Костромского научного общества.
В 1912 году был избран гласным Курганской городской Думы от Курганского отдела Московского отделения сельского хозяйства.
В Санкт-Петербурге состоял членом «Общества изучения Сибири и улучшения её быта». Был знаком с А. А. Кауфманом. В 1912 году вышел из состава Общества, на что Кауфман заметил: «… в лице Н. Л. Скалозубова экскурсионное дело общества понесло крупную потерю».
Николай Лукич Скалозубов заразился во время ухода за больной сотрудницей и скончался от брюшного тифа 19 февраля (4 марта) 1915 года в крестьянской больнице городе Кургане Курганского уезда Тобольской губернии, ныне город — административный центр Курганской области, а на месте крестьянской больницы — жилой дом ул. Карельцева, 101. Похоронен на Богородице-Рождественском кладбище города Кургана. Могила не сохранилась. С 1985 года вместо кладбища — парк Победы города Кургана Курганской области.

## Награды

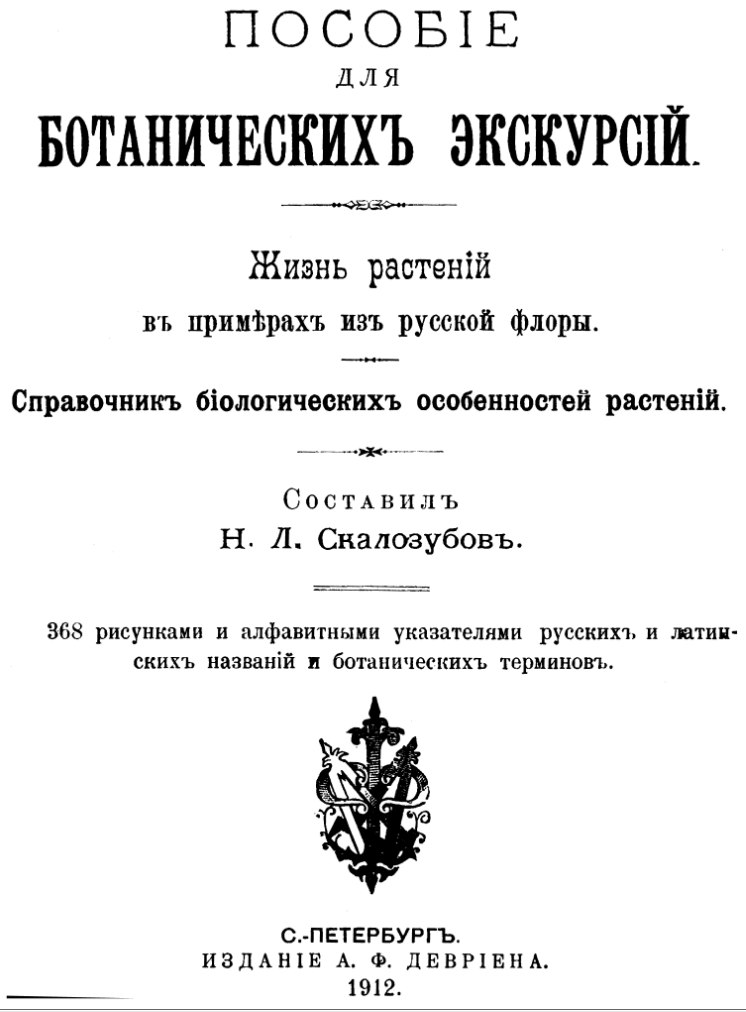
Пособие для ботанических экскурсий (1912)

- Орден Святого Станислава III степени — 22 декабря 1897 года (3 января 1898 года), за участие в первой всеобщей переписи населения Российской империи (1897)[30].
- Серебряная медаль Всемирной выставке в Париже (1900)[7].

## Мнения современников
Друзья Н. Л. Скалозубова писали о нём: 
Замечательной красоты камень был заложен в невзрачную оправу, и божественный огонь горел в душе Николая Лукича. Где был он – там работали на общую пользу и работали с увлечением, вдохновленные Николаем Лукичом. Этот огонь, дарованный ему природой, делал вокруг него работу уютной, а кружок лиц, занятых этой работой, сплоченным и одушевленным

## Память
- Западно-Сибирская селекционная станция им. Н. Л. Скалозубова, образована в 1918 году при выделении из Омского опытного поля.
- В конце 1923 года образована Западно-Сибирская областная сельскохозяйственная опытная станция путём объединения Омского опытного поля и Западно-Сибирской селекционной станции им. Н. Л. Скалозубова.
- После смерти Н. Скалозубова Ведовской школе молочного хозяйства присвоено его имя, а при Тобольском музее была учреждена премия за лучшее сочинение по флоре и сельскому хозяйству его имени[7].
- В Государственном аграрном университете Северного Зауралья (город Тюмень) проходят «Скалозубовские чтения»[31].
- 24 августа 2012 года в парке Победы города Кургана, где похоронен Николай Лукич Скалозубов, открыт мемориал. Памятник находится недалеко от памятника-фонтана «Звезда». Две плиты чёрного гранита напоминают приоткрытую книгу. На одной её странице выгравирован портрет Николая Скалозубова, на другой — его заслуги. Автор проекта — скульптор Валерий Михайлович Хорошаев. У подножия памятника заложили капсулу с землей родины Скалозубова — Костромы — 55°26′01″ с. ш. 65°19′04″ в. д.HGЯO[32][33][34].

## Произведения
Н. Л. Скалозубов является автором около 300 монографий и научных статей, преимущественно по вопросам сельского хозяйства и экономики. Также публиковался под псевдонимом «Н. Ск.». Статьи в газетах «Русские ведомости», «Земское дело», «Вестник сельского хозяйства», «Нужды деревни», «Сибирские вопросы», «Сибирская торговая газета», «Сибирская жизнь», «Народной газете» (Курган), неофициальной части Тобольских губернских ведомостей; в журналах «Земское дело», «Хозяин», «Юридический вестник», «Нужды Западно-Сибирского хозяйства» и в Ежегоднике Тобольского губернского музея. Сотрудничал с заграничными изданиями (датским журналом «Frem» и прочими). Некоторые из трудов:
Книги
- Скалозубов Н. Л. Предисловие // Список населённых мест Красноуфимского уезда Пермской губернии, составленный по данным подворной описи, произведённой в уезде с 1888 по 1891 годы. — Пермь: Красноуфимское уездное земство, 1894.
- Скалозубов Н. Л. Труды комитета по устройству сельско-хозяйственной и кустарной выставки в городе Кургане в 1895 году / Составил губернский агроном Н. Л. Скалозубов. — Выпуск I. Опыт обзора крестьянских промыслов Тобольской губернии. — Тобольск: Типография епархиального братства, 1895.
- Скалозубов Н. Л. Краткий обзор о поездке, совершённой летом 1895 года по Тобольской губернии. — Тобольск, 1895.
- Скалозубов Н. Л. Описание коллекций образцов почв Тобольской губернии, принадлежащих Тобольскому губернскому музею. — Тобольск, 1895.
- Скалозубов Н. Л. Отчёт о работах по борьбе с кобылкою в 1895 году в Тобольской губернии. С приложением извлечений из дневников членов Красноуфимского отряда. — Тобольск: Типография епархиального братства, 1895.
- Скалозубов Н. Л. Сельское хозяйство Тобольской губернии. — СПб., 1895.
- Скалозубовы Н. Л. и А. В. Обзор Тобольской губернии в сельско-хозяйственном отношении за летний и осенний периоды 1895 года. — Тобольск: Типография губернского управления, 1896.
- Скалозубов Н. Л. Свод сведений об организации сельскохозяйственной статистики в земских губерниях Европейской России. — Пермь, 1896.
- Скалозубов Н. Л. Объяснительные чтения в Тобольском губернском музее. - О том, какие продукты могут быть получаемые из дерева. — Тобольск: Типография епархиального братства, 1898.
- Скалозубов Н. Л. Объяснительные чтения в Тобольском губернском музее. - Какие продукты можно изготовить из кости. — Тобольск: Типография епархиального братства, 1898.
- Скалозубов Н. Л. Программа для собирания материала по вопросу о народной медицине. — Тобольск: Типография Тобольского епархиального братства, 1898.
- Скалозубов Н. Л. Объяснительные чтения в Тобольском губернском музее. - Что такое торф, как он образуется и для чего употребляется. — Тобольск: Типография епархиального братства, 1899.
- Скалозубов Н. Л. Объяснительные чтения в Тобольском губернском музее. - Сибирские пшеницы. — Тобольск: Типография епархиального братства, 1899.
- Скалозубов Н. Л. Опыт естественно-исторического описания Тобольской губернии. Объяснительные чтения в Тобольском губернском музее. — Тобольск: Типография епархиального братства, 1899.
- Скалозубов Н. Л. Обзор Тобольской губернии в сельскохозяйственном отношении за 1900 год. — Тобольск: Губернская типография, 1901.
- Скалозубов Н. Л. О кобылке: какой она приносит вред земледелию и как бороться с нею. — Тобольск, 1904.
- Скалозубов Н. Л. О свиноводстве в Тобольской губернии. — Тобольск.: Типография братства, 1906.
- Скалозубов Н. Л. Сельскохозяйственный музей при народной школе. — СПб., 1908.
- Скалозубов Н. Л. К вопросу о Челябинском переломе тарифа. — Тобольск: Типография М. Н. Костюриной, 1910.
- Скалозубов Н. Л. Как выводятся новые сорта культурных растений. — СПб., 1910.
- Скалозубов Н. Л. Что нужно знать земледельцу о жизни растений. — СПб., 1910.
- Скалозубов Н. Л. Деятельность Сельскохозяйственной комиссии 3-й Государственный думы за период с 23 ноября 1909 года по 11 мая 1910. — СПб., 1911.
- Скалозубов Н. Л. Организация общественных сил в целях изучения Сибири: (Доклад, прочитанный на общем собрании «Общества изучения Сибири и улучшения её быта» 16 февраля 1912 года при открытии выставки коллекций и работ студенческих экскурсий в Сибирь). — Санкт-Петербург: Типография Альтшулера, 1912.
- Скалозубов Н. Л. Пособие для ботанических экскурсий: Жизнь растений в примерах из русской флоры: Справочник биологических особенностей растений. — СПб., 1912.
- Скалозубов Н. Л. Деятельность Сельскохозяйственной комиссии 3-й Государственный думы за период с 29 ноября 1911 года по май 1912. — СПб., 1913.
- Скалозубов Н. Л. Опыт посева кукурузы в Курганском уезде Тобольской губернии. — СПб., 1914.
- Скалозубов Н. Л. Записки о тюрьме и ссылке // Из материалов по истории подпольной библиотеки и тайного кружка Владимирской семинарии; Записки Н. Л. Скалозубова о тюрьме и ссылке; Из материалов по начальной истории костромского рабочего движения / Предисл. В. Смирнова. — Кострома, 1921. — С. 27—43.

Статьи
- Скалозубов Н. Л. Из заметок во время разъездов по Красноуфимскому уезду (1887) // Памятная книжка и адрес-календарь Пермской губернии на 1893 год. — Пермь, 1892. — С. 23—55.
- Мизеров М. И., Скалозубов Н. Л. К вопросу о народной медицине в Красноуфимском уезде // Пермский край  / М. И. Мизеров, Н. Л. Скалозубов. — Пермь, 1893. — Т. 2. — С. 238—281.
- Скалозубов Н. Л. Народный календарь. Праздники, дни святых особо чтимых народом, поверья, приметы о погоде, обычаи и сроки сельскохозяйственных работ // Сборник материалов для ознакомления с Пермской губернией  / Н. Л. Скалозубов. — Пермь, 1893. — Вып. 5. — С. 3—21.
- Скалозубов Н. Л. Письмо в редакцию (отчёт по изданию «Справочного листка Курганской выставки») // «Сибирский листок» : газета. — Тобольск, 1895. — № 92.
- Скалозубов Н. Л. Народный календарь. Поверья, приметы о погоде и сроки сельскохозяйственных работ у крестьян Тобольской губернии // Ежегодник Тобольского губернского музея : ежегодник. — Тобольск: Типография епархиального братства, 1898. — Вып. IX. — С. 69—80.
- Скалозубов Н. Л. Об издании учебных коллекций к курсу сельскохозяйственных школ // «Сибирская торговая газета» : газета. — Тюмень, 1898. — 31 октября (№ 235).
- Скалозубов Н. Л. Отчёт о работах по исследованию кобылки в 1901 году в Тобольской губернии (С приложением 4 планов волостей и 1 карты южной части Тобольской губернии) // Ежегодник Тобольского губернского музея : ежегодник. — Тобольск: Типография епархиального братства, 1902. — Вып. XIII. — С. 1—153.
- Скалозубов Н. Л. Обзор крестьянских промыслов Тобольской губернии С алфавитным указателем промыслов и селений, упоминаемых в обзорах за 1895 и 1902 годов (С 5 таблицами цинкографических рисунков) // Ежегодник Тобольского губернского музея : ежегодник. — Тобольск: Типография епархиального братства, 1902. — Вып. XIII. — С. 1—162.
- Скалозубов Н. Л. Материалы к вопросу о народной медицине. Народная медицина в Тобольской губернии // Ежегодник Тобольского губернского музея : ежегодник. — Тобольск: Типография епархиального братства, 1904. — Вып. XIV. — С. 1—30.
- Скалозубов Н. Л. В защиту И. Я. Словцова // «Сибирская торговая газета» : газета. — Тюмень, 1905. — 23 декабря (№ 275).
- Скалозубов Н. Л. Материалы к изучению почв и растительности Тобольской губернии // Ежегодник Тобольского губернского музея : ежегодник. — Тобольск: Типография епархиального братства, 1906. — Вып. XV. — С. 1—45.
- Скалозубов Н. Л. От Тобольска до Обдорска (Из путевого журнала) // Ежегодник Тобольского губернского музея : ежегодник. — Тобольск: Типография епархиального братства, 1907. — Вып. XVI. — С. 1—18.
- Скалозубов Н. Л. (Карта Барабы) // «Сибирская торговая газета» : газета. — Тюмень, 1907. — 12 мая (№ 104).
- Скалозубов Н. Л. Чиновничья опека над переселенцами // Редактор П. М. Головачёв «Сибирские вопросы» : периодический сборник. — Санкт-Петербург: Типография Альтшулера, 1907. — № 3.
- Скалозубов Н. Л. Мнимая агрономическая помощь переселенцам // Редактор П. М. Головачёв «Сибирские вопросы» : периодический сборник. — Санкт-Петербург: Типография Альтшулера, 1907. — 22 апреля (№ 7).
- Скалозубов Н. Л. Запрос сибирских депутатов князю Васильчикову // Редактор П. М. Головачёв «Сибирские вопросы» : периодический сборник. — Санкт-Петербург: Типография Альтшулера, 1907. — 10 июня (№ 13).
- Скалозубов Н. Л. Мёртвый земельный фонд для переселенцев // Редактор П. М. Головачёв «Сибирские вопросы» : периодический сборник. — Санкт-Петербург: Типография Альтшулера, 1908. — 8 марта (№ 9).
- Скалозубов Н. Л. Экспорт свиней из Сибири // «Сибирская торговая газета» : газета. — Тюмень, 1908. — 5 сентября (№ 195).
- Скалозубов Н. Л. Письмо депутатов // «Сибирская торговая газета» : газета. — Тюмень, 1908. — 14 декабря (№ 273).
- Скалозубов Н. Л. Ярмарочные площади в крестьянских селениях Тобольской губернии // Редактор П. М. Головачёв «Сибирские вопросы» : периодический сборник. — Санкт-Петербург: Типография Альтшулера, 1909. — 25 августа (№ 21).
- Скалозубов Н. Л. Письма депутата // «Сибирская торговая газета» : газета. — Тюмень, 1909. — 8 апреля (№ 75).
- Скалозубов Н. Л. Письма депутата // «Сибирская торговая газета» : газета. — Тюмень, 1909. — 9 апреля (№ 76).
- Скалозубов Н. Л. Письма депутата // «Сибирская торговая газета» : газета. — Тюмень, 1909. — 17 мая (№ 104).
- Скалозубов Н. Л. Письма депутата // «Сибирская торговая газета» : газета. — Тюмень, 1909. — 12 июня (№ 124).
- Скалозубов Н. Л. Письма депутата // «Сибирская торговая газета» : газета. — Тюмень, 1909. — 14 июня (№ 126).
- Скалозубов Н. Л. Письма депутата // «Сибирская торговая газета» : газета. — Тюмень, 1909. — 21 июня (№ 132).
- Скалозубов Н. Л. Письма депутата // «Сибирская торговая газета» : газета. — Тюмень, 1909. — 18 августа (№ 175).
- Скалозубов Н. Л. Об удобрении полей костяной мукой // «Сибирская торговая газета» : газета. — Тюмень, 1909. — 3 сентября (№ 188).
- Скалозубов Н. Л. Письмо депутата // «Сибирская торговая газета» : газета. — Тюмень, 1909. — 8 сентября (№ 192).
- Скалозубов Н. Л. Сибирские вопросы в комиссиях Государственной думы // «Сибирская торговая газета» : газета. — Тюмень, 1909. — 19 ноября (№ 246).
- Скалозубов Н. Л. Мировой институт в Сибири // «Сибирская торговая газета» : газета. — Тюмень, 1909. — 21 ноября (№ 248).
- Скалозубов Н. Л. Письма депутатов // «Сибирская торговая газета» : газета. — Тюмень, 1909. — 25 ноября (№ 250).
- Скалозубов Н. Л. Сибирские вопросы в комиссиях Государственной думы // «Сибирская торговая газета» : газета. — Тюмень, 1909. — 29 ноября (№ 254).
- Скалозубов Н. Л. Письма депутатов // «Сибирская торговая газета» : газета. — Тюмень, 1909. — 8 декабря (№ 261).
- Скалозубов Н. Л. О земстве в Сибири // «Сибирская торговая газета» : газета. — Тюмень, 1909. — 9 декабря (№ 262).
- Скалозубов Н. Л. Путь с реки Оби в Европу // «Сибирская торговая газета» : газета. — Тюмень, 1909. — 17 декабря (№ 269).
- Скалозубов Н. Л. Письма депутата // «Сибирская торговая газета» : газета. — Тюмень, 1909. — 23 декабря (№ 274).
- Скалозубов Н. Л. Письма депутата // «Сибирская торговая газета» : газета. — Тюмень, 1909. — 31 декабря (№ 278).
- Скалозубов Н. Л. Список растений Тобольской губернии и окрестностей города Омска // Ежегодник Тобольского губернского музея : ежегодник. — Тобольск: Типография епархиального братства, 1910. — Вып. XVIII. — С. 1—55.
- Скалозубов Н. Л. Об отчёте одной гимназии и по поводу его // «Сибирская торговая газета» : газета. — Тюмень, 1910. — 30 января (№ 24).
- Скалозубов Н. Л. Нужды Сибири // «Сибирская торговая газета» : газета. — Тюмень, 1910. — 6 февраля (№ 29).
- Скалозубов Н. Л. Ручная сетевязальная машина // «Сибирская торговая газета» : газета. — Тюмень, 1910. — 7 февраля (№ 30).
- Скалозубов Н. Л. Письмо депутата // «Сибирская торговая газета» : газета. — Тюмень, 1910. — 9 февраля (№ 31).
- Скалозубов Н. Л. К Омской выставке // «Сибирская торговая газета» : газета. — Тюмень, 1910. — 12 февраля (№ 34).
- Скалозубов Н. Л. Результаты землеустройства в Сибири за 1908 год // «Сибирская торговая газета» : газета. — Тюмень, 1910. — 13 февраля (№ 35).
- Скалозубов Н. Л. Письма депутатов // «Сибирская торговая газета» : газета. — Тюмень, 1910. — 2 марта (№ 48).
- Скалозубов Н. Л. Письма депутатов // «Сибирская торговая газета» : газета. — Тюмень, 1910. — 4 марта (№ 50).
- Скалозубов Н. Л. Письма депутата // «Сибирская торговая газета» : газета. — Тюмень, 1910. — 7 марта (№ 53).
- Скалозубов Н. Л. Письма депутата // «Сибирская торговая газета» : газета. — Тюмень, 1910. — 18 марта (№ 58).
- Скалозубов Н. Л. Письмо депутата // «Сибирская торговая газета» : газета. — Тюмень, 1910. — 20 марта (№ 64).
- Скалозубов Н. Л. Письма депутата // «Сибирская торговая газета» : газета. — Тюмень, 1910. — 24 марта (№ 67).
- Скалозубов Н. Л. Письма депутата // «Сибирская торговая газета» : газета. — Тюмень, 1910. — 25 марта (№ 68).
- Скалозубов Н. Л. Письмо депутата // «Сибирская торговая газета» : газета. — Тюмень, 1910. — 7 апреля (№ 78).
- Скалозубов Н. Л. Письмо депутата // «Сибирская торговая газета» : газета. — Тюмень, 1910. — 14 апреля (№ 84).
- Скалозубов Н. Л. Письма депутата // «Сибирская торговая газета» : газета. — Тюмень, 1910. — 1 мая (№ 94).
- Скалозубов Н. Л. В поисках материалов по вопросу о земстве в Сибири // «Сибирская торговая газета» : газета. — Тюмень, 1910. — 9 мая (№ 100).
- Скалозубов Н. Л. Письмо депутата // «Сибирская торговая газета» : газета. — Тюмень, 1910. — 19 мая (№ 107).
- Скалозубов Н. Л. Сибирские вопросы // «Сибирская торговая газета» : газета. — Тюмень, 1910. — 2 июня (№ 117).
- Скалозубов Н. Л. Шлюзование рек Туры и Тобола. (Письмо из Петербурга) // «Сибирская торговая газета» : газета. — Тюмень, 1910. — 10 июня (№ 123).
- Скалозубов Н. Л. Письмо депутата // «Сибирская торговая газета» : газета. — Тюмень, 1910. — 18 июня (№ 130).
- Скалозубов Н. Л. Письмо депутата. (О шлюзовании реки Туры) // «Сибирская торговая газета» : газета. — Тюмень, 1910. — 27 июня (№ 137).
- Скалозубов Н. Л. Письмо депутата // «Сибирская торговая газета» : газета. — Тюмень, 1910. — 29 июня (№ 139).
- Скалозубов Н. Л. Письмо депутата // «Сибирская торговая газета» : газета. — Тюмень, 1910. — 2 июля (№ 141).
- Скалозубов Н. Л. Письма депутатов. ХХХ // «Сибирская торговая газета» : газета. — Тюмень, 1910. — 8 июля (№ 146).
- Скалозубов Н. Л. Письма депутата // «Сибирская торговая газета» : газета. — Тюмень, 1910. — 9 октября (№ 218).
- Скалозубов Н. Л. Письма депутата // «Сибирская торговая газета» : газета. — Тюмень, 1910. — 16 октября (№ 224).
- Скалозубов Н. Л. Письма депутата // «Сибирская торговая газета» : газета. — Тюмень, 1910. — 26 октября (№ 230).
- Скалозубов Н. Л. Итоги переселения в Сибири за 14 лет // «Сибирская торговая газета» : газета. — Тюмень, 1910. — 29 октября (№ 233).
- Скалозубов Н. Л. Письма депутата // «Сибирская торговая газета» : газета. — Тюмень, 1910. — 30 октября (№ 234).
- Скалозубов Н. Л. Письма депутата. VII-VIII // «Сибирская торговая газета» : газета. — Тюмень, 1910. — 4 ноября (№ 238).
- Скалозубов Н. Л. Письма депутата // «Сибирская торговая газета» : газета. — Тюмень, 1910. — 9 ноября (№ 242).
- Скалозубов Н. Л. Письма депутата // «Сибирская торговая газета» : газета. — Тюмень, 1910. — 13 ноября (№ 246).
- Скалозубов Н. Л. Письма депутата // «Сибирская торговая газета» : газета. — Тюмень, 1910. — 17 ноября (№ 249).
- Скалозубов Н. Л. Письма депутатов // «Сибирская торговая газета» : газета. — Тюмень, 1910. — 20 ноября (№ 252).
- Скалозубов Н. Л. Сибирское земство // «Сибирская торговая газета» : газета. — Тюмень, 1910. — 23 ноября (№ 254).
- Скалозубов Н. Л. Письма депутата // «Сибирская торговая газета» : газета. — Тюмень, 1910. — 27 ноября (№ 258).
- Скалозубов Н. Л. Письма депутата // «Сибирская торговая газета» : газета. — Тюмень, 1910. — 30 ноября (№ 260).
- Скалозубов Н. Л. Письма депутата // «Сибирская торговая газета» : газета. — Тюмень, 1910. — 1 декабря (№ 261).
- Скалозубов Н. Л. Письма депутата // «Сибирская торговая газета» : газета. — Тюмень, 1910. — 12 декабря (№ 270).
- Скалозубов Н. Л. В почтово-телеграфном мире // «Сибирская торговая газета» : газета. — Тюмень, 1910. — 22 декабря (№ 278).
- Скалозубов Н. Л. Письма депутата. О предстоящих в Сибири работах по проведению новых железно-дорожных путей (Из сметы чрезвычайных расходов Министерства путей сообщения на 1911 год) // «Сибирская торговая газета» : газета. — Тюмень, 1911. — 12 января (№ 8).
- Скалозубов Н. Л. Письма депутата // «Сибирская торговая газета» : газета. — Тюмень, 1911. — 6 февраля (№ 29).
- Скалозубов Н. Л. Мастера маслоделия в Сибири и мероприятия к улучшению сельского хозяйства // «Сибирская торговая газета» : газета. — Тюмень, 1911. — 11 февраля (№ 33).
- Скалозубов Н. Л. Письма депутата // «Сибирская торговая газета» : газета. — Тюмень, 1911. — 13 февраля (№ 35).
- Скалозубов Н. Л. Письма депутата // «Сибирская торговая газета» : газета. — Тюмень, 1911. — 17 февраля (№ 38).
- Скалозубов Н. Л. Письма депутата // «Сибирская торговая газета» : газета. — Тюмень, 1911. — 19 февраля (№ 40).
- Скалозубов Н. Л. Письма депутата // «Сибирская торговая газета» : газета. — Тюмень, 1911. — 26 февраля (№ 45).
- Скалозубов Н. Л. Письмо депутата // «Сибирская торговая газета» : газета. — Тюмень, 1911. — 2 марта (№ 48).
- Скалозубов Н. Л. Письма депутата // «Сибирская торговая газета» : газета. — Тюмень, 1911. — 5 марта (№ 51).
- Скалозубов Н. Л. Письма депутата // «Сибирская торговая газета» : газета. — Тюмень, 1911. — 16 марта (№ 60).
- Скалозубов Н. Л. Письма депутата // «Сибирская торговая газета» : газета. — Тюмень, 1911. — 23 марта (№ 66).
- Скалозубов Н. Л. Письма депутата // «Сибирская торговая газета» : газета. — Тюмень, 1911. — 25 марта (№ 68).
- Скалозубов Н. Л. Сибирские губернские типографии // «Сибирская торговая газета» : газета. — Тюмень, 1911. — 7 апреля (№ 78).
- Скалозубов Н. Л. Письма депутата // «Сибирская торговая газета» : газета. — Тюмень, 1911. — 20 апреля (№ 85).
- Скалозубов Н. Л. Письма депутата // «Сибирская торговая газета» : газета. — Тюмень, 1911. — 18 мая (№ 105).
- Скалозубов Н. Л. Письма депутата // «Сибирская торговая газета» : газета. — Тюмень, 1911. — 25 мая (№ 110).
- Скалозубов Н. Л. Письма депутата // «Сибирская торговая газета» : газета. — Тюмень, 1911. — 8 октября (№ 213).
- Скалозубов Н. Л. Хождение по ведомствам (Коммерческие училища. Уволенные студенты. Продовольственное дело) // «Сибирская торговая газета» : газета. — Тюмень, 1911. — 14 октября (№ 218).
- Скалозубов Н. Л. Борьба с голодом в Сибири // «Сибирская торговая газета» : газета. — Тюмень, 1911. — 29 октября (№ 229).
- Скалозубов Н. Л. Письмо депутата // «Сибирская торговая газета» : газета. — Тюмень, 1911. — 3 ноября (№ 233).
- Скалозубов Н. Л. Письмо депутата // «Сибирская торговая газета» : газета. — Тюмень, 1911. — 4 ноября (№ 234).
- Скалозубов Н. Л. Письма депутата // «Сибирская торговая газета» : газета. — Тюмень, 1911. — 13 ноября (№ 242).
- Скалозубов Н. Л. Письма депутата // «Сибирская торговая газета» : газета. — Тюмень, 1911. — 1 декабря (№ 255).
- Скалозубов Н. Л. Письма депутата // «Сибирская торговая газета» : газета. — Тюмень, 1911. — 4 декабря (№ 258).
- Скалозубов Н. Л. Письма депутата // «Сибирская торговая газета» : газета. — Тюмень, 1911. — 9 декабря (№ 261).
- Скалозубов Н. Л. Письмо депутата // «Сибирская торговая газета» : газета. — Тюмень, 1911. — 11 декабря (№ 263).
- Скалозубов Н. Л. Письмо депутата // «Сибирская торговая газета» : газета. — Тюмень, 1911. — 13 декабря (№ 264).
- Скалозубов Н. Л. Письмо депутата // «Сибирская торговая газета» : газета. — Тюмень, 1911. — 16 декабря (№ 267).
- Скалозубов Н. Л. Семенная ссуда и качество семян // «Сибирская торговая газета» : газета. — Тюмень, 1911. — 17 декабря (№ 268).
- Скалозубов Н. Л. Казённый хлеб // «Сибирская торговая газета» : газета. — Тюмень, 1912. — 3 января (№ 2).
- Скалозубов Н. Л. Письма депутатов // «Сибирская торговая газета» : газета. — Тюмень, 1912. — 5 января (№ 4).
- Скалозубов Н. Л. Письма депутатов // «Сибирская торговая газета» : газета. — Тюмень, 1912. — 27 января (№ 22).
- Скалозубов Н. Л. Письма депутатов // «Сибирская торговая газета» : газета. — Тюмень, 1912. — 15 февраля (№ 36).
- Скалозубов Н. Л. Письма депутата // «Сибирская торговая газета» : газета. — Тюмень, 1912. — 24 февраля (№ 44).
- Скалозубов Н. Л. Ярмарочные площади в крестьянских селениях Тобольской губернии // «Сибирская торговая газета» : газета. — Тюмень, 1912. — 10 марта (№ 57).
- Скалозубов Н. Л. Письма депутата // «Сибирская торговая газета» : газета. — Тюмень, 1912. — 14 марта (№ 60).
- Скалозубов Н. Л. Письма депутата // «Сибирская торговая газета» : газета. — Тюмень, 1912. — 16 марта (№ 62).
- Скалозубов Н. Л. Письма депутата // «Сибирская торговая газета» : газета. — Тюмень, 1912. — 20 марта (№ 65).
- Скалозубов Н. Л. Письма депутата // «Сибирская торговая газета» : газета. — Тюмень, 1912. — 21 марта (№ 66).
- Скалозубов Н. Л. Письма депутата // «Сибирская торговая газета» : газета. — Тюмень, 1912. — 30 марта (№ 70).
- Скалозубов Н. Л. Письма депутата // «Сибирская торговая газета» : газета. — Тюмень, 1912. — 31 марта (№ 71).
- Скалозубов Н. Л. Письма депутата // «Сибирская торговая газета» : газета. — Тюмень, 1912. — 11 мая (№ 103).
- Скалозубов Н. Л. Письма депутатов // «Сибирская торговая газета» : газета. — Тюмень, 1912. — 13 мая (№ 105).
- Скалозубов Н. Л. Письма депутата // «Сибирская торговая газета» : газета. — Тюмень, 1912. — 18 мая (№ 108).
- Скалозубов Н. Л. Письма депутата // «Сибирская торговая газета» : газета. — Тюмень, 1912. — 22 мая (№ 111).
- Скалозубов Н. Л. Письма депутата // «Сибирская торговая газета» : газета. — Тюмень, 1912. — 25 мая (№ 114).
- Скалозубов Н. Л. Письма депутата // «Сибирская торговая газета» : газета. — Тюмень, 1912. — 1 июня (№ 119).
- Скалозубов Н. Л. К вопросу о равноправии женщин // «Сибирская торговая газета» : газета. — Тюмень, 1912. — 5 сентября (№ 195).
- Скалозубов Н. Л. Водные пути Сибири (Иртышский водный участок) // «Сибирская торговая газета» : газета. — Тюмень, 1912. — 16 сентября (№ 203).
- Скалозубов Н. Л. Сибирские торговые предприятия и Государственный банк // «Сибирская торговая газета» : газета. — Тюмень, 1912. — 29 сентября (№ 213).
- Скалозубов Н. Л. Ещё о Государственном банке и его отношениях к частным // «Сибирская торговая газета» : газета. — Тюмень, 1912. — 4 октября (№ 216).
- Скалозубов Н. Л. Продовольственная помощь учреждений мелкого кредита // «Сибирская торговая газета» : газета. — Тюмень, 1912. — 13 октября (№ 223).
- Скалозубов Н. Л. Итоги продовольственной операции 1911-1912 годов в Тобольской губернии // «Сибирская торговая газета» : газета. — Тюмень, 1912. — 14 октября (№ 224).
- Скалозубов Н. Л. Итоги экстренной ссуды помощи на прокорм скота в 1911-1912 году // «Сибирская торговая газета» : газета. — Тюмень, 1912. — 17 октября (№ 226).
- Скалозубов Н. Л. Отчёт о деятельности Евгащинского сельско-хозяйственного общества за 1912 год // «Народная газета» : газета. — Курган, 1913. — 23 июня (№ 23—24).
- Скалозубов Н. Л. Ботанический словарь. Народные названия растений Тобольской губернии дикорастущих и некоторых культурных // Ежегодник Тобольского губернского музея : ежегодник. — Тобольск: Типография епархиального братства, 1913. — Вып. XXI. — С. 1—87.
- Скалозубов Н. Л. О первых шагах Сибирского семенного хозяйства Л. Д. Смолина и Н. Л. Скалозубова близ Кургана, Тобольской губернии // «Сибирская торговая газета» : газета. — Тюмень, 1914. — 1 января (№ 1).
- Скалозубов Н. Л. Доклад наблюдательной комиссии при Омском отделении Московского общества сельского хозяйства // «Нужды Западно-Сибирского хозяйства» : журнал. — Омск, 1914. — № 3.
- Скалозубов Н. Л. К вопросу об улучшении качества сибирских хлебов // «Нужды Западно-Сибирского хозяйства» : журнал. — Омск, 1914. — № 10—11-12.
- Скалозубов Н. Л. Заметка по вопросу о будущем Тобольского губернского музея // Ежегодник Тобольского губернского музея : ежегодник. — Тобольск: Типография епархиального братства, 1916. — Вып. XXVII. — С. 1—87.
- Родионов Ю. П. Неопубликованная статья Н.Л. Скалозубова о переселенцах // Музей и общество на пороге XXI века: Материалы Всерос. науч. конф., посв. 120-летию Омского государственного историко-краеведческого музея. — Омск, 1998. — С. 92—95.

## Семья[35]
- Жена (с 1892 года): Ариадна Васильевна Скалозубова (1870 — июнь 1955) — художница, дочь художника-передвижника Василия Максимовича Максимова.
  - Сын: Георгий (Юрий) Николаевич Скалозубов (14 сентября 1893 (или 1895), Пермь — приговорён к ВМН 20 апреля 1931) — продолжил селекционное дело отца, директор Минусинского опытного поля; был репрессирован как член вредительской организации «Трудовая Крестьянская партия»; реабилитирован 16 марта 1963 года[36].
  - Дочь: Ариадна Николаевна Голяновская (1897 — 6 июля 1978)— работник Всесоюзного НИИ удобрений и агропочвоведения, директор Ханты-Мансийской опытной станции[37][38].
    - Внук: Гайвата Карлович Голяновский[37].
    - Внук: Виктор Карлович Голяновский — лётчик.

  - Дочь: Надежда Николаевна Скалозубова (1899 — около 1991)[37]
  - Дочь: Анна Николаевна Порядина (27 октября 1902 — 28 марта 1970[38]) — создатель первых якутских сортов пшеницы «якутянка», «теремок 42», «эринацеум 716»[37]
  - Дочь: Людмила Николаевна Богаева (1906 — после 1983)[37]